# 이즈카 쇼조
이즈카 쇼조(飯塚昭三, 1933년 5월 23일 ~ 2023년 2월 15일)는 일본의 배우, 성우, 내레이터이다. 니혼 대학 미술학과를 졸업했다.
하카이더(안드로이드 키카이더), 닥터 네오 코텍스(크래쉬 밴디쿳 시리즈), 류 조제(기동전사 건담, 하트(북두의 권), 우에다 핫포사이(닌타마 란타로), 나파(드래곤볼 Z) 등으로 가장 잘 알려져 있다. 처음 8개의 메탈 히어로 시리즈에서 주요 악당 역할을 맡았다.

## 죽음
이즈카는 2023년 2월 15일 89세의 나이로 급성 심부전으로 사망했다.